# Comuna Sitovo, Silistra
Sitovo (în bulgară Ситово) este o comună în regiunea Silistra, Bulgaria, formată din satele Bosna, Dobrotița, Garvan, Iastrebna, Irnik, Iskra, Liuben, Nova Popina, Poleana, Popina, Sitovo și Slatina. 

## Demografie
Componența etnică a comunei Sitovo
     Romi (6,67%)
     Turci (35,67%)
     Bulgari (44,9%)
     Nicio identificare (10,08%)
     Altele (2,66%)
La recensământul din 2011, populația comunei Sitovo era de 5.396 locuitori. Nu există o etnie majoritară, locuitorii fiind bulgari (44,9%), turci (35,67%) și romi (6,67%). Pentru 10,08% din locuitori nu este cunoscută apartenența etnică.